# Enna
Enna es una ciudad italiana ubicada en el centro de la isla de Sicilia. Fue capital de la provincia de Enna hasta el reemplazo de esta por el Libero consorzio comunale di Enna. Cuenta con una población de unos 30 000 habitantes.

## Toponimia
La ciudad se llamó Castro Ianni y luego Castrogiovanni (derivación de Fortaleza de Enna), hasta 1927, cuando se volvió a conocerla con el nombre de Enna, a propuesta de Mussolini. El nombre en siciliano es Castrujanni.  
Ha recibido distintos apodos como "belvedere" (por sus maravillosas panorámicas) o el  "ombelico" (ombligo) de Sicilia.

## Demografía
| Gráfica de evolución demográfica de Enna entre 1861 y 2001 |
|                                                            |
| Fuente ISTAT - Elaboración gráfica por parte de Wikipedia  |

## Historia
La colonia de Ena fue fundada en el 664 a. C. por colonos griegos procedentes de Gela deseosos de explotar los recursos agrarios de la región.

Mapa de la Sicilia arcaica con la ubicación de Enna, en la parte central de la isla.

Esteban de Bizancio dice que fue colonia de Siracusa fundada el 654 a. C., es decir ochenta años después de esta ciudad, pero Tucídides, que menciona las colonias de Siracusa, no nombra a Ena.
Lo cierto es que cuando aparece en la historia era una ciudad de los sículos y no de los griegos.
La antigua ciudad de Ena estaba en la cumbre de un gran cerro rodeada de precipicios que la hacían casi imposible de conquistar pues los pocos accesos eran fáciles de defender y tenía suministro propio de agua de fuentes. La cima era un altiplano de unos 5 km de perímetro. Tenía una cueva sagrada dedicada a Proserpina. En las monedas romanas aparece la leyenda es Mun. Henna (Municipium Henna), y en las griegas aparece como Eennaion.

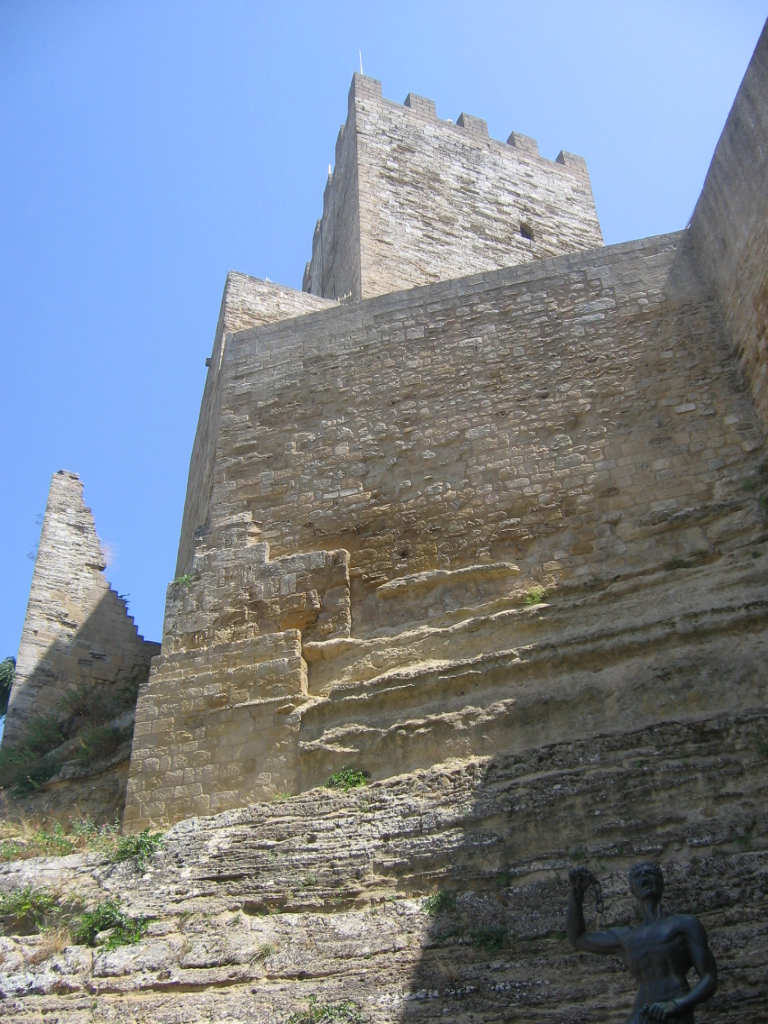
Castillo de Lombardia en Enna.

Los alrededores de la ciudad son conocidos en la mitología como el lugar donde Proserpina fue raptada por Plutón; el lugar concreto es una pequeña laguna que Ovidio llama Pergos y Claudio Pergus, a unos 8 km de Enna, con una cueva de la que salió el rey del infierno. Pero la laguna no es mencionada ni por Cicerón ni por Diodoro Sículo, que sí que mencionan la cueva.
Los restos de un pequeño lago seco aún existen, así como la cueva. Esta leyenda provocó la adoración peculiar en la zona de Ceres y Proserpina. Cicerón dice que allí había un templo de Ceres muy antiguo y venerado, que fue saqueado por Verres, que se llevó la imagen de bronce de la diosa, que era la más venerada de la isla. No quedan restos de la antigua ciudad, que seguramente fueron destruidos por los árabes, que construyeron el castillo y otros edificios en la parte alta de la ciudad moderna.
En el 397 a. C. la ciudad cayó bajo el mando de Dionisio I de Siracusa y permaneció bajo el poder de Siracusa hasta el siglo III a. C., cuando entró en la órbita de Roma.
Dionisio I de Siracusa intentó ocuparla por su importancia militar, primero mediante un golpe de Estado dirigido por Eimnestos, ciudadano de Enna, y cuando este no la secundó, ayudó a los ciudadanos a luchar contra el tirano, aunque fracasó; pero más tarde, por medios desconocidos se apoderó de la ciudad.
En tiempos de Agatocles, pertenecía este tirano, pero cuando estaba en África y los agrigentinos comenzaron a restaurar la independencia de las ciudades, Enna fue de las primeras que se declaró independiente y abrió sus puertas al jefe agrigentino Jenódico (309 a. C.).
En la primera guerra púnica fue capturada por los cartagineses dirigidos por Amílcar y reconquistada por los romanos, pero siempre por traiciones, no por la fuerza.
En la segunda guerra púnica, mientras Marcelo asediaba Siracusa (214 a. C.) el gobernador de Enna, Pinario, alarmado por la defección de las ciudades de la isla a favor de los cartagineses, ordenó a la guarnición romana la matanza de los ciudadanos cuando estaban reunidos en el teatro, y los mataron a todos sin distinción y después incendió la ciudad. Ochenta años después fue el cuartel general en la Guerra de los esclavos (134-132 a. C.), que estalló allí mismo bajo la dirección de Eunoo, que se hizo el amo de la ciudad y desde allí se extendió por la isla y la saqueó e incendió; fue la última ciudad que resistió al procónsul Rupilio, que al final la conquistó después de grandes esfuerzos y fue severamente castigada, lo que fue el comienzo de su decadencia.
Fue municipio romano según menciona Cicerón y su territorio era fértil y producía moscatel, pero quedó muy afectado por las exacciones de Verres. Ya casi no vuelve a aparecer. Estrabón aún la menciona como ciudad, donde ubica un templo de Deméter, pero con pocos habitantes, y Plinio el Viejo la hace figurar en la lista de ciudades sicilianas con rango de municipio, igual que Claudio Ptolomeo. Se menciona en Itinerario de Antonino y en la Tabla de Peutinger.
En el 859 le llegó el turno a los sarracenos.
En la Edad Media allí residió el emperador Federico II Hohenstaufen (1296-1337). En 1307 se comenzó a construir la catedral de estilo gótico.
Actualmente, la ciudad aún es importante por su universidad y como centro agrícola.